# Leszek Raabe
Leszek Raabe, ps. „W. Lechowicz”, „Marek” (ur. 28 czerwca 1913 w Krakowie, zm. 20 grudnia 1943 w Warszawie) – polski działacz i publicysta socjalistyczny, założyciel i przywódca grupy konspiracyjnej Gwardia, członek Komitetu Centralnego podziemnej partii lewicy socjalistycznej Polscy Socjaliści oraz komendant Socjalistycznej Organizacji Bojowej.

## Życiorys
Urodził się w rodzinie Henryka i Julii z Wyleżyńskich. Miał brata Zdzisława. W 1931 ukończył Gimnazjum Władysława Giżyckiego w Warszawie. Studiował na Wydziale Prawa i Nauk Społecznych Uniwersytetu Wileńskiego. W 1935 przeniósł się na Uniwersytet Warszawski. Od 1928 roku działał w młodzieżowych stowarzyszeniach socjalistycznych, jak Związek Niezależnej Młodzieży Socjalistycznej (przewodniczący Związku w Warszawie), Organizacja Młodzieży Towarzystwa Uniwersytetu Robotniczego, Czerwone Harcerstwo TUR. Był też członkiem Polskiej Partii Socjalistycznej. Publikował artykuły w piśmie „Akademik Socjalista”. Brał udział w wojnie obronnej 1939 roku. Od końca 1939 roku przewodził grupie konspiracyjnej Gwardia skupionej wokół pisma o tej samej nazwie. Reprezentował ideę zjednoczenia różnych grup socjalistycznych, aby zyskać odpowiednią bazę dla swojej koncepcji prowadzenia czynnej walki z Niemcami.
We wrześniu 1941 roku na podziemnej konferencji w Warszawie był współzałożycielem Polskich Socjalistów (członek Komitetu Centralnego), pełnił też funkcję komendanta Formacji Bojowo-Milicyjnych Polskich Socjalistów. Z ramienia Polskich Socjalistów był członkiem Głównej Komisji Walki Cywilnej, cywilnej struktury Polskiego Państwa Podziemnego.
Jako członek Komitetu Centralnego Polskich Socjalistów opowiadał się za współpracą z PPS-WRN. Kiedy jednak nie doszło do porozumienia wraz z częścią PS przeszedł do PPS-WRN i powołał w marcu 1943 roku, Socjalistyczną Organizację Bojową, zostając jej komendantem. Podporządkował ją pod względem wojskowym AK. W kwietniu tego roku uczestniczył w akcjach niesienia pomocy Żydom walczącym w getcie warszawskim.
Zginął w niewyjaśnionych okolicznościach pod koniec 1943 roku. Według relacji Kierownika Walki Cywilnej Stefana Korbońskiego, wywiad AK przeprowadził własne śledztwo i uznał, że prawdopodobnie Leszka Raabego nie zabili Niemcy, tylko komuniści.
17 maja 1946 roku Prezydium Krajowej Rady Narodowej odznaczyło go pośmiertnie Orderem Krzyża Grunwaldu III klasy.